# Werner Otto von Hentig

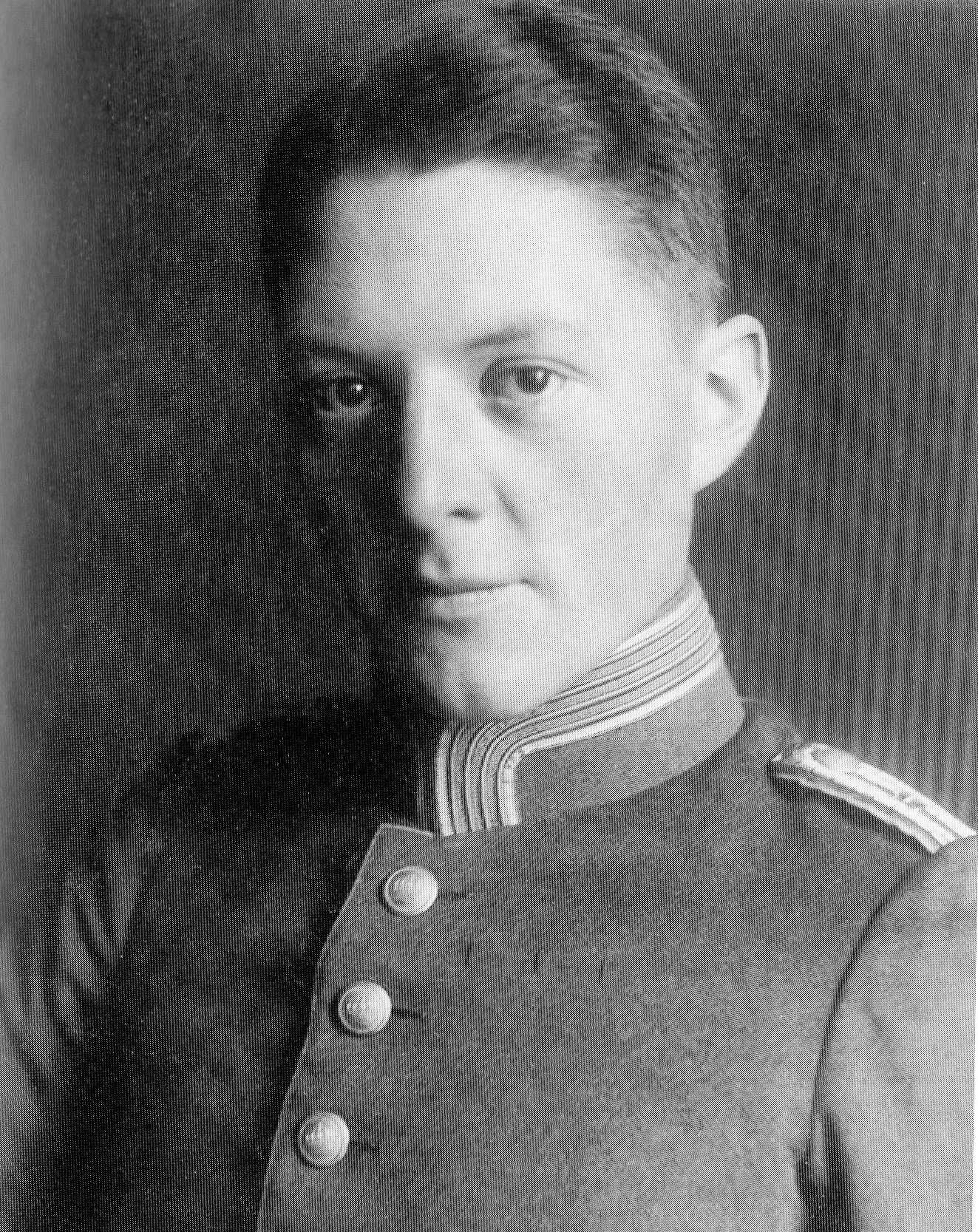
Werner Otto von Hentig

Werner Otto von Hentig (ur. 22 maja 1886 w Berlinie, zm. 8 sierpnia 1984 w Lindesnes) – niemiecki dyplomata i pisarz, działacz państwowy.
Ukończył gimnazjum w Joachimsthal. Studiował prawo na uniwersytetach w Grenoble, Berlinie, Królewcu i Bonn. W 1909 rozpoczął pracę w dyplomacji niemieckiej. W 1911 objął funkcję attaché w misji niemieckiej w Pekinie. Następnie pracował w placówkach dyplomatycznych w Konstantynopolu, a potem w Teheranie. Po wybuchu I wojny światowej pod koniec lipca 1914, wstąpił do armii niemieckiej. We wrześniu tego roku został ranny podczas bitwy nad jeziorami mazurskimi. W 1915 r. uczestniczył w misji wojskowej do Kabulu, mającej na celu skłonienie emira Afganistanu do opowiedzenia się po stronie Państw Centralnych i zaatakowania brytyjskich Indii. Pod koniec wojny von Hentig został skierowany do ambasady Niemiec w Konstantynopolu, gdzie zajmował się repatriacją niemieckich jeńców wojennych z Syberii. W 1918 została opublikowana jego książka pt. „Meine Diplomatenfahrt ins verschlossene Land”. Od 1921 był dyplomatą w Estonii, a następnie w Bułgarii. W 1924 został konsulem generalnym w Poznaniu. Zaangażował się w działalność Die deutsche Jugendbewegung. W latach 30. pełnił funkcję konsula generalnego w San Francisco, a następnie Bogocie, gdzie w 1935 zorganizowano na niego nieudany zamach. W latach 1937–1939 stał na czele oddziału wschodniego Ministerstwa Spraw Zagranicznych w Berlinie. Opowiadał się za ekspansją III Rzeszy na Środkowy Wschód. Po ataku wojsk niemieckich na ZSRR 22 czerwca 1941, został przedstawicielem MSZ przy dowództwie 11 Armii, która okupowała Krym. Otrzymał stopień majora. Był inicjatorem utworzenia pod koniec listopada tego roku w okupowanym Bakczysaraju kolaboracyjnego Komitetu Muzułmańskiego, który przekształcił się wkrótce w Symferopolski Komitet Muzułmański. Po zakończeniu wojny był ambasadorem w Indonezji w latach 1952–1953. Po przejściu na emeryturę pełnił funkcję doradcy królewskiej rodziny Saudów w Arabii Saudyjskiej. W 1961 współzakładał Stowarzyszenie Niemieckiego Zgromadzenia Narodowego. W 1962 r. wyszła jego kolejna książka Mein Leben eine Dienstreise. Pośmiertnie w 2003 r. wydano Von Kabul nach Shanghai.